# Viva Flamenco!
Zespół muzyczny założony w 1992 r. (na początku znany jako "Szybki Lopez"). Muzyka, jaką wykonują, to połączenie flamenco tradycyjnego ze współczesnym, inspirowana jest kulturą indyjską, arabską oraz jazzem. Na bogate instrumentarium składają się tradycyjne instrumenty hiszpańskie, arabskie oraz indyjskie. W repertuar zespołu wchodzą utwory tradycyjne, kompozycje najbardziej znanych gitarzystów flamenco (Paco de Lucía, Gerardo Nunez, Vicente Amigo, Moraíto, Paco Pena i
innych), a także Michała Czachowskiego (założyciela formacji), zróżnicowanych pod względem rytmów i nastrojów. Doskonały efekt artystyczny muzycy zawdzięczają nie tylko za pośrednictwem mistrzowskiej gry na instrumentach, ale także dzięki ekspresyjnemu tańcowi i oryginalnym strojom, które przenoszą widzów w świat flamenco i emocji jakie ten z sobą niesie.
Zespół nagrywał wiele programów dla stacji telewizyjnych i radiowych.
Formacja jest uważana za najlepszą tego typu w Polsce.

## Nagrody
Zespół brał udział w wielu festiwalach muzycznych, folkowych i jazzowych w kraju i zagranicą oraz jest laureatem kilkunastu konkursów. Wśród najważniejszych osiągnięć zespołu warto wymienić:
- 2007 – Fryderyk 2006 – nominacja
- 2006 – I nagroda – Wirtualne Gęśle
- 2006 – II nagroda – Folkowy Fonogram Roku 2005
- 2002 – III nagroda – "Ethnosfera" w Skierniewicach
- 1998 – I nagroda – "Folkowa Majówka" w Radomiu
- 1998 – Nagroda Ministra Kultury i Sztuki
- 1997 – II nagroda – "Folkowa Majówka" w Radomiu
- 1996 – Nagroda Rektora Lubelskiego Uniwersytetu im. Marii Curie – Skłodowskiej
- 1996 – II nagroda – "Mikołajki Folkowe" w Lublinie
- 1996 – II nagroda – "Folkowa Majówka" w Radomiu
- 1995 – III nagroda – "Festiwal Muzyki Prawdziwej" w Tarnowskich Górach[3]